# Mohammad Hadi Mofatteh

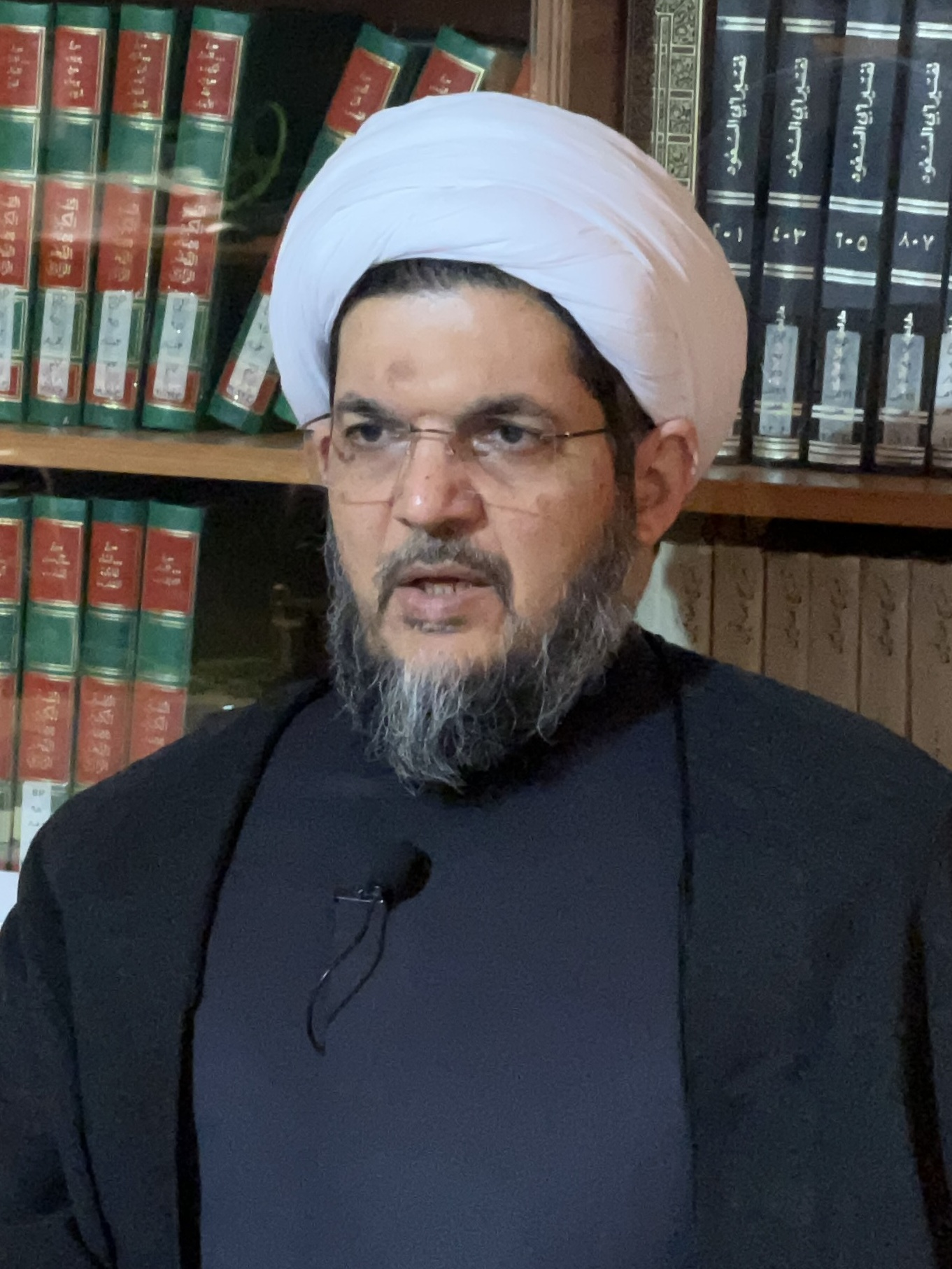
Mohammad Hadi Mofatteh (2022)

Mohammad Hadi Mofatteh (persisch محمدهادی مفتح; geboren 1967 in Ghom) ist ein imamitischer Geistlicher mit dem religiösen Titel Hodschatoleslam. Von September 2018 bis Juli 2024 war er Leiter und Direktor des Vereins Islamisches Zentrum Hamburg (IZH). Der zuvor unter Beobachtung des Hamburger Verfassungsschutzes stehende Verein sowie dessen Teilorganisationen wurden im Juli 2024 verboten.

## Leben
Mofatteh studierte zunächst Elektrotechnik an der Universität Teheran und kam später zur Theologie. Nach einem Theologiestudium promovierte er mit einer Arbeit über die Ableitung von Staatsführungstheorien aus Koran und Nahdsch al-Balāgha, unter dem Titel Quran and Nahj al-Balagha on the realm of religious government and sovereignty right.
Mohammad Hadi Mofatteh lehrte an der Theologischen Hochschule von Ghom. Er ist der Sohn von Mohammad Mofatteh (1928–1979), der von Mitgliedern der fundamentalistischen islamischen Furqan-Gruppe vor der Theologischen Fakultät der Universität Teheran ermordet wurde.
Nach Angaben des Hamburger Verfassungsschutzes wird Mofatteh in iranischen Dokumenten als „geehrter Vertreter des Obersten Führers“ angesprochen. Außerdem sei er Mitglied der Iranischen Revolutionsgarden und „ein vielfältig geschulter Vertreter des gegenwärtigen Regimes im Iran“, wie es im aktuellen Bericht der Hamburger Verfassungsschützer heißt. Mofattehs Familie sei „fest in die staatlich-religiöse Elite des Iran eingebunden“.
Fünf Wochen nach dem Verbot des IZH und der Beschlagnahme der Blauen Moschee, an der Mofatteh tätig war, forderte die Hamburger Innenbehörde ihn auf, Deutschland bis zum 11. September 2024 zu verlassen. Die Ausweisungsverfügung ist mit dem Verbot verbunden, wieder nach Deutschland einzureisen. Er reiste kurz vor Fristablauf aus Deutschland aus.

## Publikationen (Auswahl)
- Quran and Nahj al-Balagha on the realm of religious government and sovereignty right.